# Kolonie (województwo świętokrzyskie)
Kolonie – dawna kolonia w Polsce, w województwie świętokrzyskim, w powiecie sandomierskim, w gminie Samborzec.
1 stycznia 2024 nazwa miejscowości została zniesiona.
| SIMC    | Nazwa      | Rodzaj                          |
| ------- | ---------- | ------------------------------- |
| 0806996 | Podkrzyzie | część wsi (zniesiona w 2023 r.) |

W latach 1975–1998 miejscowość administracyjnie należała do województwa tarnobrzeskiego.